# Escut de Santa Margarida de Montbui
L'escut oficial de Santa Margarida de Montbui té el següent blasonament:
Escut caironat: d'atzur, un mont d'or movent de la punta somat d'un bou passant d'argent. Per timbre una corona de baró.

## Història
Va ser aprovat el 7 d'abril de 1989 i publicat al DOGC el 28 del mateix mes amb el número 1137.
El mont i el bou són senyals parlants i són les armes dels Montbui, senyors de la baronia.